# ジョージ・スカイラー
ジョージ・サミュエル・スカイラー（George Samuel Schuyler、[ˈskaɪlər]、1895年2月25日 - 1977年8月31日）はアフリカ系アメリカ人の作家、ジャーナリスト、社会批評家である。
はじめ社会主義を支持し、のち保守主義に転じたことで知られる。

## 幼少期
ジョージ・サミュエル・スカイラーは、ロードアイランド州プロヴィデンス市で調理師の父ジョージ・フランシスと漁師の母エリザ・ジェーンのあいだに生まれた。スカイラーの父方の曽祖父は独立戦争の指導者フィリップ・スカイラー旗下の黒人兵であり、スカイラーという名はこの将軍にちなむという。また、母方の曾祖母はマダガスカル人の召使いで、ザクセン＝コーブルク（現在のドイツ・バイエルン州）出身の船長と結婚している。父はスカイラーが幼いときに死亡したため、スカイラーは母の再婚後に移ったニューヨーク州シラキュースで幼少期を過ごした。1912年、17歳になったスカイラーは陸軍に入隊すると、シアトルとハワイで勤務し中尉まで昇進するものの、ギリシャ移民出身の兵が肌の色を理由としてスカイラーの靴を磨く仕事を拒否したため、スカイラーは無許可で持ち場を放棄し（AWOL）失踪した。後に自ら出頭すると、軍事法廷で有罪を宣告され5年間の禁固を課されたが、9か月で模範囚として釈放された。

## 社会主義者としての出発
釈放後のスカイラーはニューヨーク市に出て半端仕事で身を立てていた。この時期読んだ大量の本に触発され、社会主義に傾倒していく。フィリス・ホイートリー・ホテルに住まったこの時期、スカイラーは黒人分離主義者マーカス・ガーヴェイの世界黒人向上協会のために活動し、また同協会の会合に出席したりして過ごしていた。スカイラーは次第にガーヴェイと意見を違えるようになり、自分の考えを文章に表わすようになった。
スカイラーは社会主義思想に全面的に満足していたわけではないが、社会主義者の友人たちの集まりに関わっていった。そのような集まりには Friends of Negro Freedom などがあったが、このグループとの関係は、機関誌である「メッセンジャー」誌（A・フィリップ・ランドルフおよびチャンドラー・オーウェンによる創刊）の記者の職をスカイラーにもたらしている。「中傷と諷刺のページ」と副題のつけられたコラム "Shafts and Darts" は黒人紙「ピッツバーグ・クーリエ」の主幹アイラ・F・ルイス（Ira F. Lewis）の目にとまり、1924年にスカイラーは同紙からコラムの週刊連載を請け負っている。

## ジャーナリスト時代
スカイラーは1920年代半ばには、社会主義者のことを実際には黒人のことなどほとんど考えていない詐欺者であると思うようになり、社会主義を侮るようになった。スカイラーの文章はジャーナリスト・社会批評家のH・L・メンケンに次のように書かせている。「私はますますあれ[スカイラー]こそ、この偉大なる自由の国において現在実際に文章を物している編集記者のうち、最も有能なものであるとの思いを強くしている。」スカイラーは、メンケンが編集長であった時期の「アメリカン・マーキュリー」誌に、いずれも機知と痛烈な分析を特長とする、黒人問題を扱った記事を10本以上寄稿している。両者の密接な協調関係と、思想の類似、諷刺の激しさから、この時期のスカイラーはしばしば「黒いメンケン」と呼ばれる。
1926年には「クーリエ」紙の取材として南部に赴き、ジャーナリストとしての取材技術に磨きをかけている。取材相手の土地までタクシーの運転手と話しながら行き、同地に着くと、地元の床屋やベルボーイ、地主、警察官とおしゃべりをする。こうした会話は現地の公職者へのインタヴューのよい導入となった。この年、スカイラーは「クーリエ」紙の編集主幹となっている。同年、「ネーション」誌に「黒人芸術というナンセンス」（"The Negro-Art Hokum"）と題した記事を発表すると論争が巻き起こった（ヒューズの「黒人芸術家と人種という山」と題したスカイラーへの反論も同誌に掲載された）。「黒人芸術というナンセンス」発表の約10年後、次のように述べて芸術の人種隔離に反対している。「芸術と文化のネグロ・ルネサンスにまつわるすべてのごたごたが、なにほどか重要な、生き残るべき文学について書くことを促した。量の上ではもちろんごくわずかだけれども、黒人文学であるからではなくただの文学であるから価値のある、そのような文学。その文学は人種的基準ではなく文学的基準によって判断されるのだが、そのことは当然そうあって然るべきことなのである。」
1929年には「合衆国における人種間結婚」というパンフレットを出版し、当時多くの州で非合法とされていた人種間結婚を通じての人種問題解決を訴えている。
1931年、黒人を白人に変える方法を発明した科学者の物語という体の小説『ノーモア黒人』(Black No More)を刊行する。この小説は初版以来2度重刷された。スカイラーが同書で標的としたのはキリスト教と組織的宗教の2つであり、両者への本能的不信を反映している。スカイラーの母親は無神論者ではなかったが、毎週教会へ通っていたわけではなく、スカイラーは成長するにつれて白人教会と黒人教会のいずれも軽侮するようになった。スカイラーの考えではどちらも蒙昧であり、牧師が私欲のために聴衆を利用することを黙認しているのであった。白人のキリスト教はスカイラーには奴隷制と人種主義を擁護しているように見えた。「アメリカン・マーキュリー」誌の「疑うことをはじめた黒人アメリカ」（"Black America Begins to Doubt"）という記事でスカイラーは「地平線のかなたに、偶像破壊者と無神論者が、すなわち、本を読み、自分で考え、問いを発することのできる若い黒人の男と女が、ぼんやりと数を増しつつある。若い黒人たちはどもりどもりながらも、なぜ自分たちネグロが、自分たちをリンチし、隔離し、不自由のままにしておく神を崇めねばならないのかを知らせよと要求しはじめた」と書いている。また、ゲーオア・ブランデス『神話としてのイエス』（"Jesus: A Myth"）を「迷信を暴く」ものと好意的に書評している。
1936年から38年までスカイラーは「ピッツバーグ・クーリエ」上で週刊連載を発表し、これはのちに『黒人帝国』(Black Empire)としてまとめられた。また、1820年代にリベリアに入植したアメリカの解放奴隷がはじめた奴隷貿易を扱い、非常に物議をかもした小説『奴隷の現在：リベリアの物語』(Slaves Today: A Story of Liberia)を発表している。
30年代、スカイラーはさまざまな筆名を用いて「ピッツバーグ・クーリエ」上に短編小説を書き散らしたほか、「ネグロ・ダイジェスト」や「メッセンジャー」、W・E・B・デュボイスの「クライシス」といった格式ある黒人雑誌にも執筆している。スカイラーの文章は「ネーション」や「コモン・グラウンド」のような主流誌や「ワシントン・ポスト」、「ニューヨーク・イヴニング・ポスト（ニューヨーク・ポストの前身）」などにも見ることができる。
また、訪日時に好印象を抱いたことから、1930年代には日本についての記事を多数ものしたが、非常に親日的であったため出版社が印刷を拒むほどであった。日系アメリカ人の強制収容についても常に批判的であった。

## 政治的転向
1937年から1944年にかけてスカイラーはNAACP（全米有色人種向上協会）のビジネス・マネージャーであった。ジョセフ・マッカーシーによるいわゆる赤狩りの時代に、スカイラーは急速に右傾していき、のちには極右政治団体であるジョン・バーチ協会の会報「アメリカン・オピニオン」誌に寄稿するに至った。
1947年に「黒人に対する共産主義者の陰謀」（"The Communist Conspiracy against the Negroes"）を発表する。スカイラーの保守主義は60年代・70年代の公民権運動時代に優勢だったリベラリズムとは好対照をなすものであり、「クーリエ」在職時の1964年には、キング牧師のノーベル平和賞受賞に抗議して、「キング博士の世界平和に対する主要な貢献は、暗鬱な腸チフスのメアリーのように全国をさまよい歩いては、頭のとっちらかった連中に捻じ曲がったキリスト教の教義を感染させ、うすらばかどもから高額の講演料をふんだくったことだ」と書いている。ただし「クーリエ」編集部はこの小文を掲載していない。同じ年、スカイラーは保守党（62年に共和党から派生）の公認候補としてニューヨーク第18選挙区から下院選に出馬し、共和党の大統領候補バリー・ゴールドウォーターを推薦したため、「クーリエ」上層部はスカイラーの提携編集者（associate editor）の肩書を剥奪した。スカイラーを正式に批判し訣別することを伝える手紙が「クーリエ」から「ニューヨーク・タイムズ」の編集者宛で残っているが、この手紙の署名は「クーリエ」の共同発行者兼編集者であり、スカイラーの20年代からの古い友人であるパーシヴァル・L・プラッティス（Percival L. Prattis）となっている。
スカイラーはかつて南アフリカの黒人を支持していたが、1960年代になると自身の反共思想からアパルトヘイト廃止へのいかなる行動にも反対するようになった。このことについてラジオで次のように述べている。「南アにはアパルトヘイトの制度が存在します。それはかれらの問題です。よその社会に変革を仕向けるべき筋合いはない。」
スカイラーの著述は掲載先をなくしていき、1977年の没時には忘れられた存在になっていた。作家イシュマエル・リードは『ノーモア黒人』99年版に寄せた解説で、黒人サークルでは晩年のスカイラーへはインタヴューすらタブーだったと記している。
晩年の仕事としては、北米新聞通信社向けにコラムを書いていた（1965年 - 1977年）ほか、66年に自伝『黒人と保守』を出版している。

## 家族
1928年にテキサスのリベラルな白人で資産家の遺産相続人であるジョゼフィーヌ・ルイス・コグデル（Josephine Lewis Cogdell）と結婚した。娘のフィリッパ・スカイラー（Philippa Schuyler、1931年 - 1967年）はいわゆる神童で、コンサート・ピアニストとして著名だったが、のちに父親の後を追って報道の世界に入っていった。フィリッパは1967年、従軍記者としてベトナムに赴任中、ヘリコプターの墜落事故により死亡した。妻ジョゼフィーヌはその2年後の1969年、娘の後を追って自殺している。

## 主要作品
2021年現在、スカイラーの作品には『ノーモア黒人』を除いて邦訳がないようである。それ以外の作品の以下の邦題は、いずれも仮のものである。
- Slaves Today: A Story of Liberia （『奴隷の現在：リベリアの物語（英語版）』）、1931年
- Black No More: Being an Account of the Strange and Wonderful Workings of Science in the Land of the Free A.D. 1933–1940 （『ノーモア黒人（英語版）』）、1931年
- Devil Town: An Enthralling Story of Tropical Africa （『悪魔の街』：中編小説。1933年6月 - 7月「ピッツバーグ・クーリエ」に別名義で連載）
- Golden Gods: A Story of Love, Intrigue and Adventure in African Jungles （『黄金の神々』：中編小説。1933年12月 - 1934年2月「ピッツバーグ・クーリエ」に別名義で連載）
- The Beast of Bradhurst Avenue: A Gripping Tale of Adventure in the Heart of Harlem （『ブラッドハースト通りの野獣』：中編小説。1934年3月 - 5月「ピッツバーグ・クーリエ」に別名義で連載）
- Strange Valley （『奇妙な谷』：中編小説。1934年8月 - 11月「ピッツバーグ・クーリエ」に別名義で連載）
- Black Empire （『黒人帝国（英語版）』）、1936年 - 38年（初出時）、1993年（単行本）。 (「ピッツバーグ・クーリエ」に正続2編の連作として掲載。雑誌連載時のタイトルはそれぞれ「黒人インターナショナル」、「黒人帝国」） Google Books
- Ethiopian Stories （『エチオピア物語』）、1995年。(「ピッツバーグ・クーリエ」に正続2編の連作として掲載。雑誌連載時のタイトルはそれぞれ「エチオピア殺人ミステリー」、「エチオピアの叛乱」） Google Books
- Black and Conservative: the Autobiography of George Schuyler （『黒人と保守：ジョージ・スカイラー自伝』）、Arlington House、1966年。ASIN: B000O66XD8
- Rac(e)ing to the Right: Selected Essays of George S. Schuyler （エッセイ集）、2001年。

### 日本語訳
- ジョージ・S・スカイラー、廣瀬典生 著、廣瀬典生 訳『ジョージ・S・スカイラーの世界 人種概念の虚構性を見透かす 小説『ノーモア黒人』とジャーナル著作物の翻訳、およびスカイラーについての一考察』関西学院大学出版会、2015年。ISBN 9784862832108。 - 『ノーモア黒人』および雑誌・新聞・編纂書に掲載されたエッセイ・コラムなどの翻訳を所収